# Tabu alimentar
Tabu alimentar é o tabu acerca de alimentos (bebidas e comidas) que as pessoas evitam ingerir em função de razões religiosas, culturais ou de saúde.
Várias religiões proíbem o consumo de certos tipos de carne. Por exemplo, o judaísmo prescreve um conjunto estrito de normas, chamadas cashrut, declarando o que pode e não pode ser ingerido. Certos grupos cristãos também obedecem a essas regras ou a similares. Na prática islâmica, as leis do halal ditam, entre outras coisas, os tipos de alimento que não podem ser comidos. Hindus, jainistas e budistas frequentemente seguem as recomendações quanto à prática do vegetarianismo e evitar o consumo de carne.
Os tabus culturais contra o consumo de alguns animais podem ser creditados à sua função de animal de estimação. Dentro de qualquer sociedade, alguns tipos de carne serão considerados tabu simplesmente porque estão fora da definição aceita como gênero alimentício, não necessariamente porque sejam consideradas repulsivas, no que diz respeito ao sabor, ao aroma, à textura ou à aparência.
Algumas autoridades impõem tabus alimentares culturais na forma da lei. Isto pode ser classificado como perseguição e infringir direitos. Por exemplo, mesmo depois da retomada do domínio chinês sobre Hong Kong, lá não houve a revogação do banimento das carnes de cães e gatos, imposta nos tempos coloniais.
Razões creditadas à saúde também contribuem para a criação e manutenção de um tabu. Comer carne de porco malcozida pode levar à teníase, enquanto muitos tipos de frutos do mar podem levar à intoxicação ou ao envenenamento alimentares.
Alguns tabus alimentares são atribuídos a efeitos de alimentos sobre pessoas em estado de saúde fragilizado, principalmente tratando-se de processos infecciosos. A ingestão desses alimentos, ditos carregados ou reimosos, dificultaria ou impediria o tratamento, podendo causar complicações sérias. Embora essa ideia tenha suporte de alguns profissionais de saúde, ainda continua controversa, carecendo de estudos.

## Animais de estimação

### Coelhos
Coelhos, tais como o coelho europeu ou lebres foram transformados em animais de estimação por muitos. Sem embargo, são alimento na Europa, América do Sul, América do Norte, China e Oriente Médio, entre outros. O consumo de carne de coelho, é muito anterior à sua função de animal de estimação, não sendo o consumo desse tipo de carne tabu para muitas pessoas.
O filme Roger and Me ("Roger e eu!), de Michael Moore, mostra uma senhora pobre vendendo coelhos para "animais de estimação ou alimento". A lebre é declarada especificamente como impura no livro do Levítico na Bíblia, fazendo-a um tabu para os judeus e os cristãos que seguem o Levítico.

### Cães-da-pradaria e Esquilos
Cães-da-pradaria e esquilos foram caçados para alimentação nos Estados Unidos até a metade do século XX, mas recentemente adquiriram o status de animais de estimação exóticos. O atrativo desses animais como alimento era sua abundância e a facilidade em capturá-los. Esquilos ainda são comidos, especialmente no sul daquele país. Cães da pradaria, assim como outros roedores, podem servir de transmissores de doenças.

### Porquinhos-da-índia
Porquinhos-da-índia foram originalmente criados com fins alimentares, mas também se tornaram animais de estimação exóticos, embora continuem a ser parte significativa da alimentação no Peru, especialmente nos Andes, como fonte de proteína e objeto da medicina popular andina. Estima-se que os peruanos consumam 65 milhões de porquinhos-da-índia a cada ano, corroborado pelo fato de que seu consumo é tão importante que até mesmo uma pintura da Santa Ceia na catedral de Cusco mostra Jesus Cristo e seus discípulos ceando porquinhos-da-índia.
Em 2004, o Departamento de Parques da cidade de Nova Iorque agiu no sentido de impedir a venda da carne de porquinhos-da-índia no espeto em um festival equatoriano. O estado de Nova Iorque permite o consumo dessa carne, mas a cidade se baseia em Código de Saúde vago. Acusações de perseguição cultural foram levantadas na época.

### Cães
Em alguns países, à parte do fato de serem mantidos como animais de estimação, certas raças de cães são abatidas como fonte de carne e criadas em fazendas com este propósito em alguns países, como China e Coreia do Sul.

### Gatos
Gatos são comumente comidos em partes da China. Em Cantão, a imprensa revelou o consumo de um prato com carne de gato e de cobra, chamado O Tigre e o Dragão. Em tempos de desespero, as pessoas lançam mão desse tipo de carne, como aconteceu em uma favela em Rosario e em Quilmes, Argentina, no final da década de 1990 e início de 2000.
Gatos também são usados para produzir poções medicinais, como o gato líquido coreano, um remédio para as articulações feito com carne de gato cozida misturada a temperos e por sua pele.
E em 18 de outubro de 2019, houve um caso no estado do Espírito Santo em que três pessoas, 2 idosos e uma mulher adulta foram presas por maus tratos por causa de uma fazenda de criação de cães e gatos para serem abatidos, para a extração da carne dos tais animais para a fabricação de linguiça.

## Animais de trabalho

### Cavalos
A carne de cavalo não pode ser comida pelos judeus e por alguns grupos de cristãos porque, segundo a Lei Mosaica, não têm a pata fendida. Entretanto, os muçulmanos podem comer, dado que é considerada halal.
Em 732 d.C., o Papa Gregório III começou um esforço com o objetivo de impedir a prática pagã de comer carne de cavalo - com os mesmos fundamentos bíblicos dos judeus - denominando-a abominável, sendo que o povo da Islândia alegadamente expressou relutância em fazê-lo e em função disso recusou-se a adotar o Cristianismo por algum tempo.

### Camelos
Outro animal não utilizado como alimento em boa parte do Ocidente é o camelo, embora seu consumo não seja incomum no Oriente Médio, no Norte da África e na Ásia Central. O consumo da carne de camelo é proibido pela Lei Mosaica, porque embora os camelos sejam ruminantes, não têm a pata fendida. Mesmo não tendo cascos, há uma explicação para a proibição: a pata do camelo é dividida em duas estruturas semelhantes a dedos e pela fisiologia - sua gordura fica nas suas corcovas. Isto faz sua carne ser muito magra. Mesmo que isto seja o ideal para a remoção do calor corporal, não o é para a alimentação.
No Quênia, bebe-se leite de camelo.

### Renas
Embora as renas sejam um alimento popular em lugares como Alasca, Noruega, Suécia, Finlândia, Rússia e Canadá, muitas pessoas nos Estados Unidos e na Irlanda são enjoadiças com a ideia de comer carne de rena. Isto vem do mito popular da rena como ajudante de Papai Noel, completamente oposta à visão de vacas do norte dos países setentrionais.

## Outros tabus

### Sangue
Beber sangue é um tabu social muito forte em vários países, frequentemente envolvido com a ideia de vampirismo (o consumo de sangue humano).
Embora o chouriço ou as tortas com sangue entre seus ingredientes sejam comuns em várias partes do mundo, também há muita repulsão. Na China e no Vietnã come-se sangue coagulado de porco, pato ou ganso com macarrão, sozinho ou com outros acompanhamentos.
Seguidores do judaísmo, do islamismo, os Adventistas do Sétimo Dia e as Testemunhas de Jeová são proibidos de beber sangue ou ingerir produtos feitos com sangue.
Os povos masai e batemi da Tanzânia bebem sangue de vaca com leite como parte importante de sua dieta diária. Os masai coletam o sangue de gado fazendo uma pequena incisão no pescoço do animal, mas sem abatê-lo no processo.
Um prato especial chamado Dinguan (literalmente, "de sangue") é servido nas Filipinas. Consiste em tripas de porco ou boi, fígado e outros órgãos cozidos em sangue de boi ou de porco.

### Vacas
Muitos hindus se abstêm completamente de carne, principalmente a de origem bovina, dado que a vaca é um animal sagrado; mas não há impedimento ao uso do leite e dos laticínios em geral. Algumas castas inferiores podem comer carne de búfalo. Atualmente, o consumo da carne de vaca está ganhando popularidade na Índia.
A carne de vaca também é rejeitada pelos mais velhos em Taiwan. A razão para isso está na crença de que seja errado comer um animal tão útil na agricultura.

### Crustáceos e frutos do mar
Quase todos os tipos de frutos do mar, como mariscos, lagostas, camarões ou lagostins e outros crustáceos são proibidos pelo Judaísmo e pela Igreja Adventista do Sétimo Dia porque esses animais vivem na água mas não têm escamas (Levítico 11:10-12).

### Peixes
Os povos kikuyu e kalenjin do Quênia não comem peixe. Tal rejeição se atribui à aridez do lugar onde vivem, somada à escassez de água.
Algumas espécias de peixe também são proibidas no judaísmo e no islamismo, como a enguia de água doce e todas as espécies de lampreia, em função da ausência de escamas. Esta proibição judaica e islâmica é para todas as criaturas marinhas que não tenham barbatanas ou escamas, excluindo assim mariscos, crustáceos, enguia, lampreias, toninhas, etc.

### Insetos
Não é incomum entre culturas nativas de regiões tropicais o consumo de larvas coletadas de troncos de coqueiros e de outras árvores.
Exceto para certos tipos de gafanhoto, os insetos em geral são proibidos pelo judaísmo, mas no Ocidente em geral considera-se o consumo de insetos mais repulsivo do que propriamente imoral. Certos insetos e larvas são associados à comida estragada.
Mas muitos tipos de insetos e invertebrados são consumidos em culturas não europeias: gafanhotos, grilos, lagartas e formigas, principalmente no Extremo Oriente.
No Brasil há a tradição rural de se comer a parte traseira da içá ou tanajura, rainha das formigas típicas do Novo Mundo chamadas saúvas.
O consumo de certos insetos faz parte íntegra da cultura gastronômica do México.
Comer içá é como comer caviar.

### Canguru
A carne de canguru tem uma associação sentimental feita pelos estrangeiros na Austrália, como símbolo nacional e mascote. Ainda assim, trata-se de uma carne disponível para venda. Entretanto, o consumo de carne de canguru é baixo em função de seu alto preço e de seu gosto de carne de caça.

### Miúdos
Certas pessoas no Ocidente rejeitam os miúdos, órgãos internos dos animais, como timo de vitela, testículos ou rins. Mas em muitos lugares miúdos fazem parte das receitas como no menudo, feito pelos latinos nos Estados Unidos, ou o grão-de-boi no Brasil.

### Carne de porco
O consumo da carne de porco é proibido entre os muçulmanos, os judeus e os Adventistas do Sétimo Dia. Entretanto, muitas pessoas não consomem carne de porco, em função da associação com sujeira e outras questões - como o fato de o porco reter sujeira no corpo, ser onívoro, chafurdar na lama para se refrescar à medida que não possuem glândulas sudoríparas, e nas fezes, sem contar a possibilidade da presença de vermes. A última questão pode ser resolvida com um cozimento adequado da carne. Apesar deste fato, o consumo da carne de porco está disseminado pelo mundo.

### Primatas
Alguns consideram o consumo da carne de macaco e outros primatas como algo próximo ao canibalismo, em função da similaridade entre nossas espécies. Tal similaridade aumente o perigo de contaminações virais. Ainda se come carne de macaco na Indonésia e na África subsariana. Uma das principais teorias para o surgimento do vírus da imunodeficiência humana (VIH ou HIV) é o consumo da carne de primatas com um vírus similar que sofreu mutação.

### Ratos
Nas culturas ocidentais, ratos são considerados sujos e inadequados para consumo humano. Entretanto, são consumidos em Gana, nas regiões rurais da Tailândia, no Vietnã, no Laos e no Camboja. Historicamente, isto não impediu seu consumo no Ocidente durante tempos de fome ou de emergência durante as guerras (como os cercos), assim como em prisões.

### Baleias
A caça às baleias não é proibida somente na Noruega, na Islândia e no Japão. Nesses países, a carne de baleia é comida, mas sofre um declínio na popularidade em função da pressão internacional e da sua proteção ecológica.
Apesar do banimento da caça à baleia nos Estados Unidos e no Canadá, certos povos indígenas podem fazê-lo por razões culturais, sob restrições quanto à época e à quantidade. Por exemplo, o povo ameríndio Makah, da região costeira do noroeste do país, na localidade de Neah Bay, no estado de Washington, tem o direito garantido por tratado federal à sua longa tradição de caçar baleias. Apesar de várias décadas sem o abate desse animal, recentemente membros da tribo decidiram reativar tal costume, causando profundas controvérsias na mídia e entre a população em geral.

## Carne humana
De todas as carnes objetos de tabus, a carne humana figura como a mais proibida. Historicamente, o ser humano cedeu ao uso dessa carne em rituais (como o de certas tribos brasileiras, como os tupinambá e os caetés, que comiam a carne de inimigos vencidos e valentes, como forma de obter sua valentia), em acessos de loucura, ódio ou fome. Já o povo ameríndio Makah, natural do noroeste dos Estados Unidos, praticavam um canibalismo ritualístico simbólico em seus festivais de potlatch, conforme documentado durante os primeiros contatos com os exploradores europeus. Acredita-se que o canibalismo ainda é praticado em algumas culturas, muito embora o assunto seja muito debatido, questionado e, de acordo com muitos, sem provas concretas.

## Ovos de galinha com embrião
Nas Filipinas, no Oriente, existe o costume de se comer ovos de galinha chocados, cozidos, que são chamados especificamente de balut, algumas pessoas apreciam mais o sabor e textura dos ovos contendo um pintinho menos ou mais desenvolvido, dependendo do gosto individual.